# هنري سويفت
هنري سويفت (بالإنجليزية: Henry Swift)‏ هو مصور أمريكي، ولد في 1891 في بيركيلي في الولايات المتحدة، وتوفي بنفس المكان في 1962.